# امرأة لا تعرف اليأس (مسلسل)
امرأة لا تعرف اليأس هو مسلسل أجتماعي سوري من إنتاج التلفزيون العربي السوري لعام 1987 

## قصة المسلسل
"عادل" و"نوال" زوجان، يخطب "عادل" "ليلى" الغيورة التي تحاول إبعاد "نوال" عن "عادل" بكل الطرق فترسل لها "رشدي" الذي يحاول دهس "نوال" بالسيارة. تتزوج "ليلى" من "عادل" وتتوالي أحذاث المسلسل.

## فريق العمل
إخراج: محمد فردوس أتاسي
تأليف: رياض نعسان
إنتاج وتوزيع: محمود الشيبات
مخرج منفذ: نذير عواد
موسيقى: حسين نازك
تصوير: ماهر قزموز
مونتاج: أنور العقاد

## بطولة
- مها الصالح (نوال)
- أسعد فضة (عادل)
- صباح الجزائري (ليلى)
- سامية الجزائري (أمينة)
- سليم كلاس (كمال)
- رضوان عقيلي (ناصح)
- عبدالفتاح المزين (حسام)
- أمانة والي (سهام)
- أيمن زيدان (رشدي)
- جهاد سعد
- نجاح سفكوني
- عماد عطواني
- محمد الجبوني
- أدهم الملا (أبو وليد)
- سناء سواح
- ماهر صليبي
- أديب قدورة
- قمر مرتضي (حسنية)

## وصلات خارجية
مسلسل امرأة لا تعرف اليأس علي يوتيوب